# 迪士尼樂園麻疹疫情
迪士尼樂園麻疹疫情於2014年12月在美國加利福尼亞州的迪士尼樂園度假區爆發，並蔓延至美國7個州、加拿大和墨西哥，直至2015年4月中旬宣告結束。
2015年1月5日通報第一例麻疹病例，患者為一名未接種疫苗的11歲加州居民。2014年12月至2015年3月期間，有131名加州居民遭到感染，其中近90％的患者集中在南加州。另外，感染病例還包括美國其他6個州的16例、加拿大魁北克省一宗教團體的159例，以及墨西哥的1例。幾乎所有的加拿大病例皆未接種過疫苗。最初於迪士尼樂園度假區爆發的來源並未確定，但其中部分病例的標本與同時期在菲律賓爆發的麻疹疫情相匹配。
迪士尼樂園的麻疹疫情引發國際上有關疫苗猶豫的討論，尤其在該疫情蔓延至本身拒絕施打疫苗的患者，且令無法施打的脆弱群體暴露於危險之中。該次麻疹疫情促使加州參議院通過《第277號法案》（SB277），強制該州公私立中小學和兒童照顧中心孩童接種疫苗。後續對疫情的調查結果顯示，疫苗接種人數不足是爆發疫情的關鍵因素。

## 背景

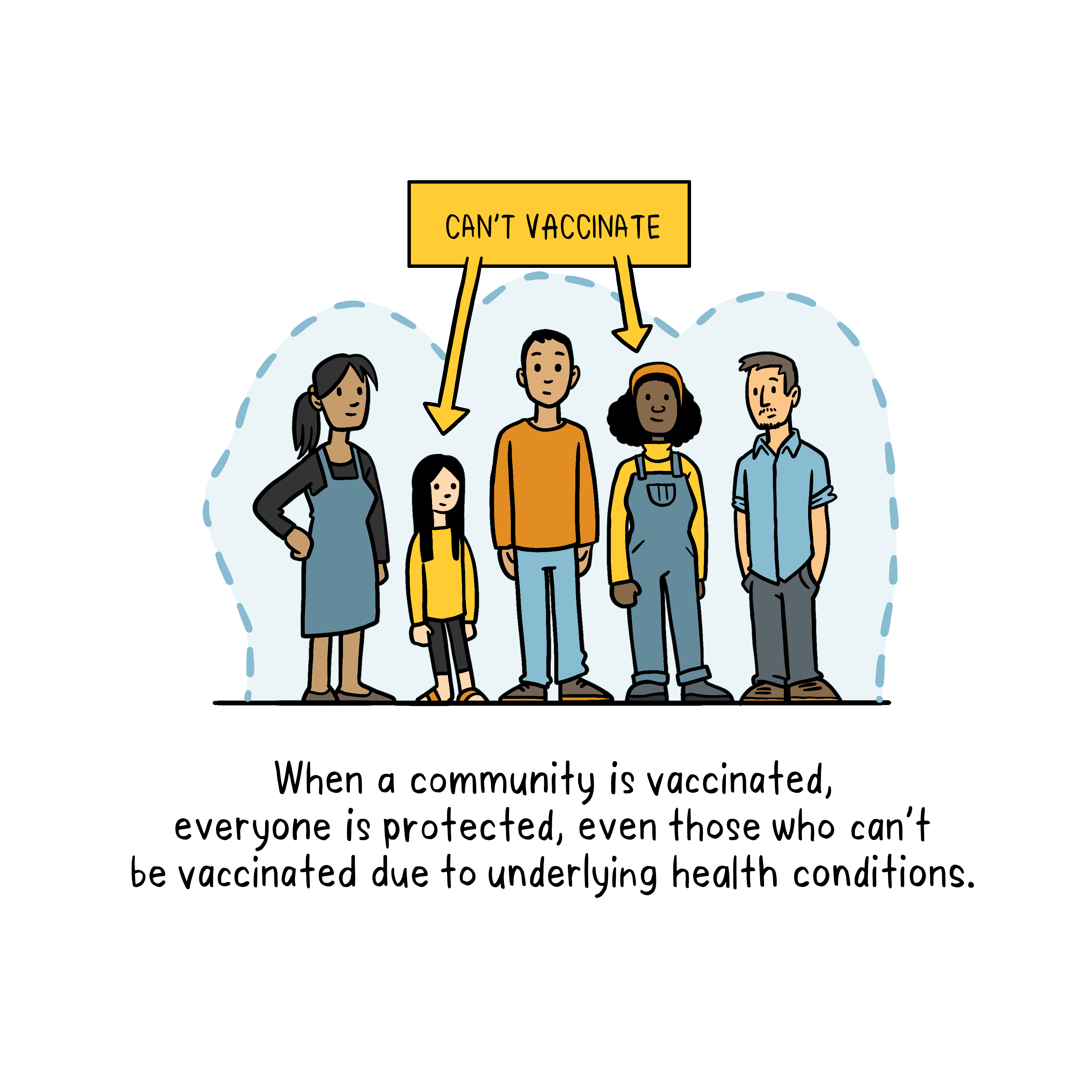
世界衛生組織的群體免疫示意圖

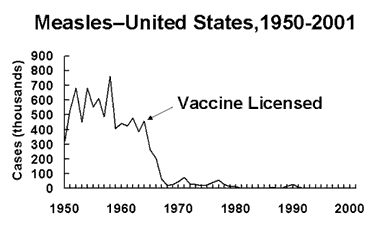
2000年美國宣布消滅麻疹前，該疾病的發病率呈下降趨勢（美國CDC）

美國疾病管制與預防中心指出，麻疹過去曾是幾乎所有15歲以下的兒童皆會感染的疾病，人類對此成功研發出疫苗，施打兩劑麻疹疫苗可提供97－99％的保護力。有效預防麻疹疫情爆發需要95％的人口接種兩劑麻疹疫苗，剩餘少數未接種或尚未對疫苗產生免疫反應的族群則會受到群體免疫的保護。
2000年，美國因疫苗接種計畫和公共衛生應對系統發揮成效，宣布已消滅麻疹。2014－2015年迪士尼樂園疫情爆發前，樂園所在的加利福尼亞州非醫療性疫苗豁免率不斷上升，有時更呈現群發現象，此令這些社群容易感染麻疹。加州¼學校（包括迪士尼樂園度假區周圍的幾所學校）的疫苗覆蓋率過低，無法實現群體免疫。當時，加州迪士尼樂園度假區每年接待約2,400萬名遊客。

## 爆發

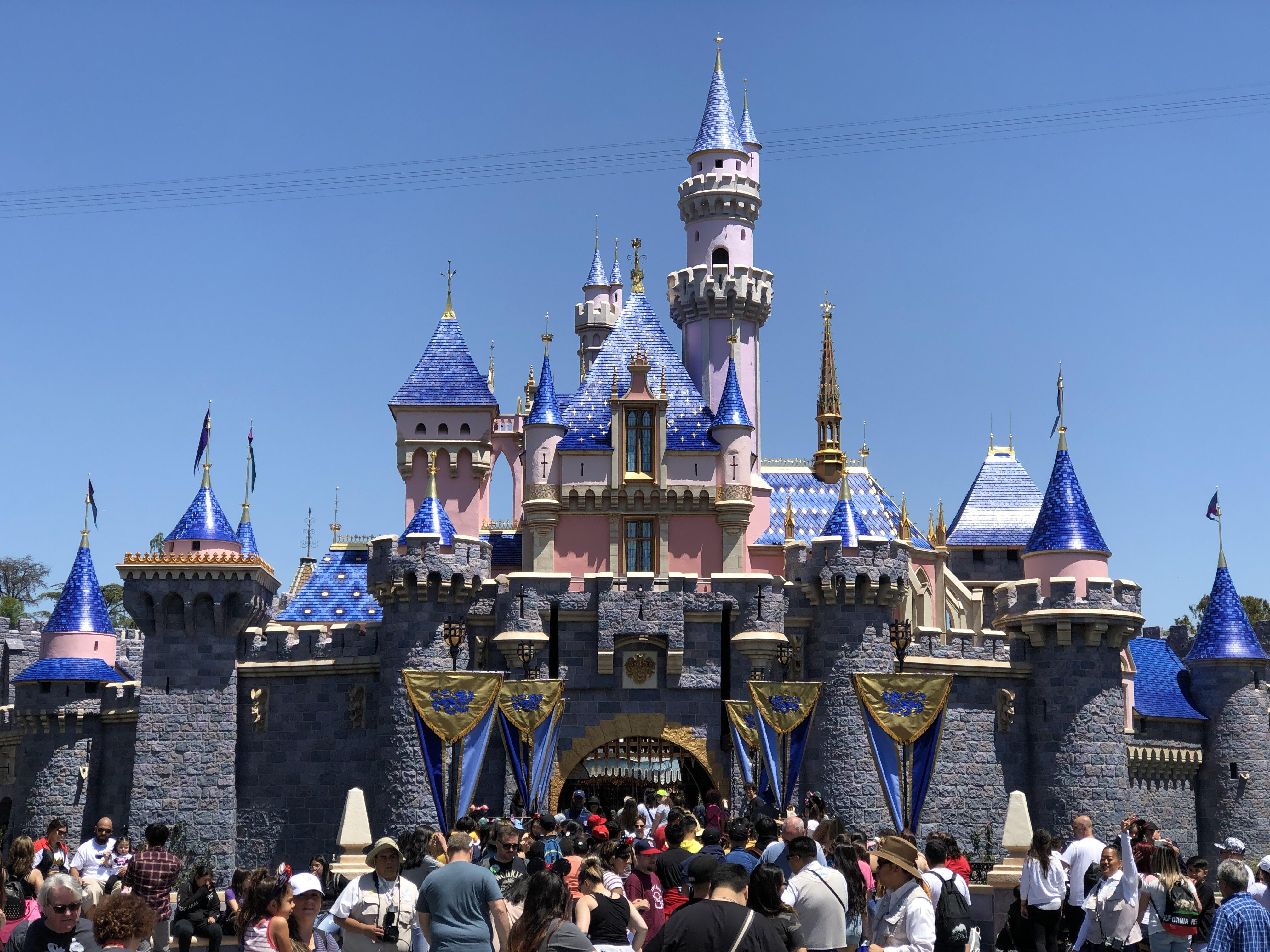
加州迪士尼樂園

2015年1月5日，加州公共衛生部（CDPH）首次獲報一例麻疹病例，一名11歲的該州居民於2014年12月28日開始出現紅疹病徵，足跡曾到訪加州兩個相鄰的迪士尼主題樂園之一。同日又報告4例病例，均曾於2014年12月17－20日間前往迪士尼主題樂園。CDPH於2015年1月7日發布新聞稿指出，已確認有7例麻疹病例。
截至2015年2月11日，疾病管制與預防中心將該國7個州的125例感染病例歸因於此次疫情，其中有110例位於加州。加州的病例中有39人於2014年12月17－20日到訪過迪士尼樂園，34人為密切（二次）接觸者。其他州的15例中，亞利桑那州報告7例，科羅拉多州1例，內布拉斯加州1例，俄勒岡州1例，猶他州3例，以及華盛頓州2例。同時，墨西哥亦報告與疫情有關的病例；加拿大公共衛生署報告150例麻疹病患，與此次疫情的一名輸入性病例有關。疫苗方面，截至2015年2月，加州的110例病例中，61例已接種疫苗，49例未接種（其中28例反對疫苗接種），而未接種疫苗的病例中，有12例為年齡過小無法施打的嬰兒，需依靠群體免疫獲得保護；加拿大幾乎所有的感染病例皆未接種疫苗。此外，病例中亦有已施打兩劑麻疹疫苗的接種者。
統計2014年12月至2015年3月間，共有131名加州居民感染麻疹，其中近九成的病例發生於南加州，同時與此次疫情相關的病例還有其他6州的16例、加拿大魁北克省一宗教團體的159例，以及墨西哥的1例。疫情於2015年4月中旬宣告結束，後續調查發現疫苗接種不足是疫情爆發的關鍵因素之一。最初於迪士尼樂園度假區發生感染病例的接觸來源尚未確定，惟部分病例標本與同時期於菲律賓爆發的麻疹疫情互相吻合，與此同時至少在14個國家亦發現相同狀況。
當地衛生機關在疫情中實施接觸者追蹤措施，同時為鼓勵疫苗接種，英國作家羅爾德·達爾於1986年發表的公開信《麻疹：一種危險的疾病》被重新流傳。迪士尼樂園疫情促使加州參議院通過《第277號法案》（SB277），取消個人因非醫療理由拒絕施打疫苗的自由，強制該州公立和私立中小學，以及兒童照顧中心的孩童接種疫苗。

## 反應和影響

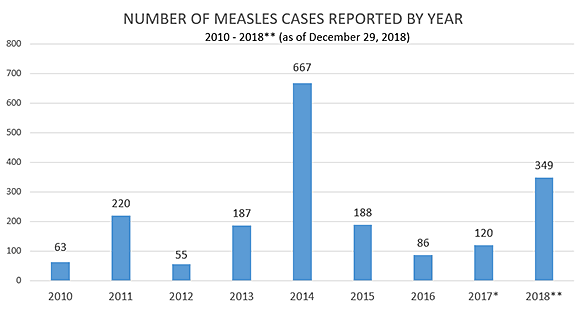
2010智2018年間，美國麻疹疫情捲土重來

部分人認為麻疹是過去的疾病，迪士尼樂園爆發的疫情令其震驚。該次疫情引發國際上有關疫苗猶豫的討論，尤其在疫情蔓延至因非醫療理由而拒絕施打疫苗的患者，此令無法施打的脆弱群體暴露於危險之中。相關的新聞頭條包括〈迪士尼麻疹疫情帶來的好處〉、〈終於，加州立法者承認接種疫苗是社會責任〉和〈俄勒岡州立法者希望取消「哲學的」疫苗豁免〉等；一個網站報導〈米老鼠得了麻疹〉。新聞媒體報導和社交媒體上的貼文集中反映出「反疫苗運動」的危害，其對疫苗的接種率產生明顯的影響，此現象亦被稱為「迪士尼樂園效應」（Disneyland effect）。「麻疹」（measles）一詞在Google搜尋趨勢的點擊率達到當時近十年來的最高，美國全國調查顯示超過一半的人口知曉此次疫情。在社交媒體Twitter用戶中，最常轉發的推文是《富比士》的一篇新聞報導，將迪士尼樂園疫情描述為「疫苗戰爭的轉折點」（turning point in the vaccine wars），報導寫到大眾普遍支持疫苗接種，但亦有人對其抱持懷疑。
後來的幾項研究調查迪士尼樂園疫情對大眾疫苗接種的看法和影響，其結果大多表明，更多人對疫苗接種抱持更積極的態度。一項研究報告顯示，調查對象中有⅓的母親對麻疹疫苗表現出更大的興趣；另一項研究表明，超過⅓的小兒科醫師表示患者要求以其他方式代替疫苗施打的比例減少，⅕的小兒科醫師稱疫苗接種政策更加嚴格。部分研究顯示，受教育程度較高的父母對疫苗接種的接受度較高；還有一項研究表明，白人和收入較高的家庭對疫苗持更加正面的看法，不同的人口子群（subgroup）的效果也不盡相同。同時，媒體報導亦鼓勵了與疫苗相關的正向觀念。
2019年1月1日至12月31日間，美國31個州統計共確診1,282例麻疹病例，病例中有一人是到訪迪士尼樂園的遊客。